# 2023年苏格兰民族党主席选举
2023年苏格兰民族党主席选举于2023年2月至3月间举行，目的是选出新任苏格兰民族党主席，以接替即将退休的妮古拉·斯特金。本次选举共3名候选人，于2月24日确定为凱特·福布斯、阿什·里根和洪姆扎·尤薩夫。选举于3月27日结束，由尤萨夫取得胜利，其在第一轮和第二轮选举中的得票率分别为 48.2%和52.1%，其中由于候选人里根中途退出，第二轮的得票率乃重新分配的结果。3月28日，尤萨夫当选蘇格蘭首席部長。
此次选举是苏格兰民族党将近20年来第一次存在竞争的党魁选举，此前上一任主席妮古拉·斯特金在2014年的选举中是全票当选。选举期间，苏格兰议会媒体主管穆雷·富特和行政长官彼得·默雷尔（同时是妮古拉·斯特金的丈夫）由于被指虚报党员人数，先后于3月17日及18日辞职。

## 背景

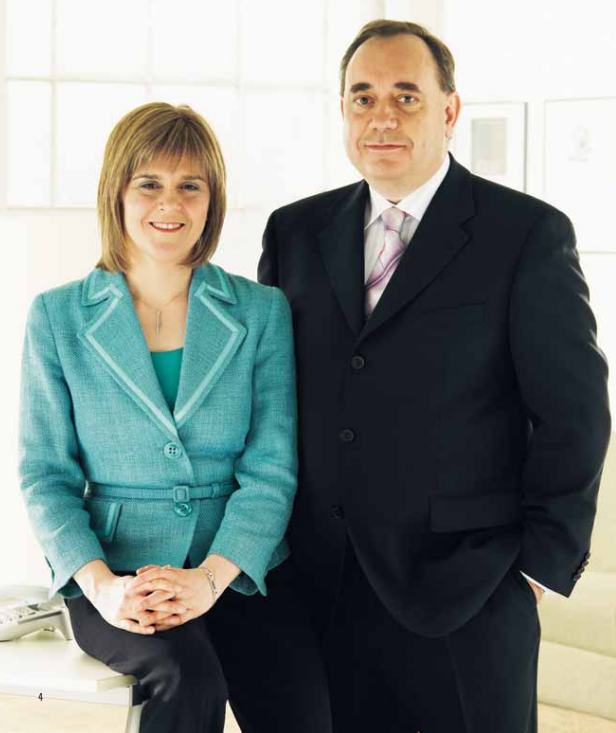
2014年被妮古拉·斯特金接替的亚历克斯·萨尔蒙德（右）

2004年，曾在1990年至2000年间担任民族党主席的亚历克斯·萨尔蒙德再度当选。2007年，民族党在议会选举中赢得多数选票和席位，萨尔蒙德成为新一任蘇格蘭首席部長。在2011年的议会选举中，民族党再次赢得多数席位，首次取得议会控制权，萨尔蒙德宣布将推动一次苏格兰独立公投。公投最终于2014年举行，但55.3%的选民表示反对苏格兰独立，萨尔蒙德随即辞去民族党主席和首席部长职务部长，民族党因此再次举行主席选举，时任副主席及副首席部长妮古拉·斯特金全票当选。
斯特金带领民族党参加了2016年的议会选举，同时组建了一个少数党政府。2021年，斯特金再次带领民族党参加议会选举，并最终与绿党达成了一份分权协议。在斯特金的领导下，民族党分别在2015年、2017年、2019年的大选中三度赢得多数席位，其中2015年更赢得除3个席位以外的所有席位。斯特金向英国提出举行第二次独立公投，但英国最高法院于2022年宣布他们必须先取得威斯敏斯特方面的同意。2022年5月25日，斯特金超过萨尔蒙德，成为在任时间最长的首席部长。

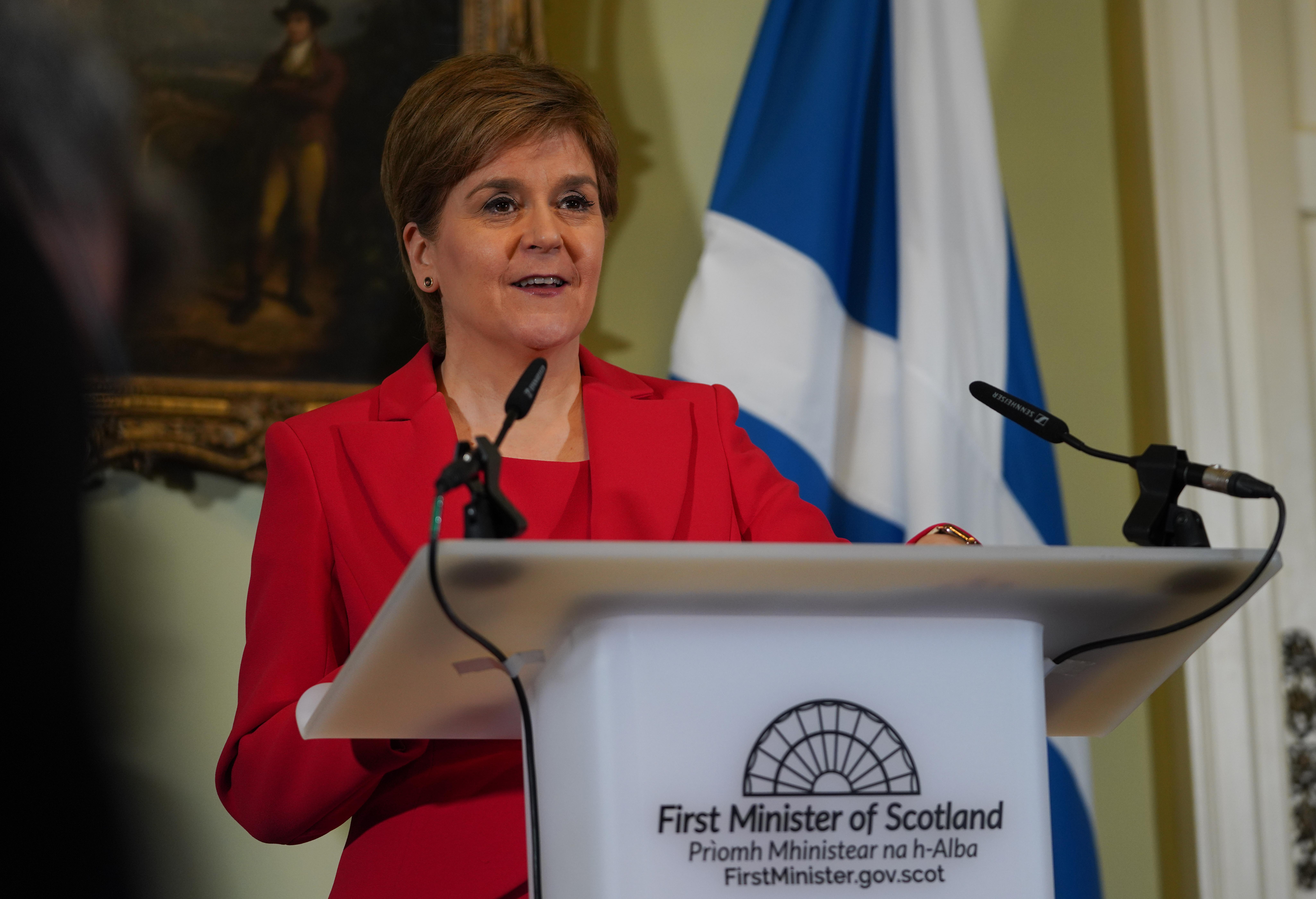
斯特金在布特大樓宣布打算退休，2023年2月15日

2023年2月15日，斯特金宣布计划从民族党主席和首席部长任上退休，而在此之前会等待选出继任者，且会在下届议会选举（预计在2026年举行）之前继续在议会工作。斯特金并表示她选择辞职与“短期压力”无关，而是经过长期考虑后作出的决定。3月2日，副首席部长约翰·斯文尼也宣布将在16年后离开政府。虽然有呼声要求斯特金的丈夫、时任议会行政长官彼得·默雷尔也一并辞职，但默雷尔仍然继续留任，不过后来在3月18日也宣布辞职。
斯特金表示她在作出辞职决定时的一个考虑因素是民族党内部即将在2023年3月19日举办的一次特殊会议，这次会议主要讨论该党在寻求独立方面的策略。她还表示希望将下次大选或议会选举看作一次事实上的独立公投。该计划在民族党内部引发争议，相当数量的党员对此提出反对，该党下议院领袖斯蒂芬·弗林等人更提出推迟特殊会议以及让斯蒂芬下台，他们的提议最终被民族党全国执行委员会部分采纳，后者于2023年2月16日决定将特殊会议推迟。
斯特金辞职前几年，民族党的党纪声誉曾经严重受损。2017年，苏格兰政府接到针对前任民族党主席亚历克斯·萨尔蒙德的性骚扰指控，经过三年的法律斗争后，萨尔蒙德于2020年被判无罪。这一判决结果引发各界怀疑，苏格兰议会为此特地组建了一个委员会来调查政府对该案的处理。2021年，萨尔蒙德自行组建了一个阿爾巴黨，但未能取得任何议席。
斯特金辞职的时间与议会公布调查结果相差两年，当时议会通过的《苏格兰性别认同改革法案》持续面临争议，民族党本身也正在接受舞弊调查。另外，斯特金辞职两个月前，民族党在威斯敏斯特地区的领导层发生了一次变动，被视为斯特金政治盟友的伊恩·布萊克福德和艾莉森·休里斯先后下台，其中布莱克福德否认是受到其他议员强迫。
斯特金辞职后，绿党称将会重新考虑是否继续履行分权协议。

## 议题
本次选举的议题主要集中在经济、苏格兰独立及性别认同法案改革等三个方面。

### 经济
选举前，民族党及其盟友绿党领导下的苏格兰政府所推行的禁止钻探新的石油及天然气资源、饮料瓶回收计划、限制酒精类广告等措施被部分批评人士认为阻碍了苏格兰的发展。同时左派党派批评政府在经济管理方面奉行新自由主義、抛售绿色能源及支持设立自由港。
三名候选人中，凱特·福布斯被认为对商业领域最为友好。外界推测福布斯或阿什·里根中任何一人当选都会对民族党与绿党之间的分权协议构成威胁。三名候选人均表示不看好饮料瓶回收计划。

### 苏格兰独立
寻求苏格兰独立是民族党的中心目标，因此这一议题也一直视作这次选举的主要议题。
三名候选人中，阿什·里根提出的方法最为激进，她表示她会把未来所有包括苏格兰和整个英国在内的议会选举视为事实上的独立公投，主张只要超过50%的选民支持独立，便无需再举行公投，而是直接开启与英国政府的谈判程序。凱特·福布斯和洪姆扎·尤薩夫也将独立当作博取支持的重要筹码，其中福布斯承诺会在当选后三个月内推动公投，但未有说明具体策略。同时三人均表示在下次英国大选举行之后的议会悬峙阶段，将对支持工党持开放态度，以此来换取执行独立公投的权利。但工党领袖凱爾·斯塔摩回应称在任何情况下都不会同意这样的协议。

### 性别认同法案改革
作为分权协议的一部分，斯特金曾致力于优先推动性别认同法案改革，但相关努力后来受到2019冠状病毒病疫情掣肘。2022年12月，苏格兰议会通过了《苏格兰性别认同改革法案》，旨在让跨性别群体更改法律登记性别的过程更为容易。在民族党内部，有54人对该法案投下支持票，但亦有包括阿什·里根在内的9名成员反对。凱特·福布斯当时则因为产假而未参与投票，被外界视为倾向反对，但后来福布斯选择继续留任议会并明确表示支持，与辞职抗议的阿什·里根形成对比。洪姆扎·尤薩夫也对该法案表示支持。
法案在荷里路德宫三读通过后，英国政府首次动用1998年苏格兰法案第35条阻止法案呈送王室批准，苏格兰需要在4月中旬之前对第35条进行司法审查。
因为绿党强烈支持这次法案改革，故媒体认为民族党内部对该法案的争论可能会给两党之间的分权协议带来威胁。来自绿党的两名政府部长表示如果该法案被撤销或是大幅修改，他们将以辞职的方式抗议。又由于民族党在苏格兰议会中并非多数，因此如果绿党离开政府，民族党将很难执行议会事务，并可能被迫陷入临时选举。
斯特金宣布辞职后，里根及民族党议会成员喬安娜·切麗再次对改革法案提出反对，并提出应该允许最近才离开民族党的前成员重新加入并参与党魁选举的投票 。苏格兰副首席部长约翰·斯文尼回应称该提议“非常荒谬”，因为规则早已确定只有当下的党员才可以参与投票。
与此同时，民主党内部的LGBT人士表示他们对这次选举的开展方式以及选举中对LGBT群体的用词大感失望。

## 过程

### 提名阶段
最初，前民族党下议院领导人及副主席安格斯·羅伯森被视为斯特金最可能的继任者，但其本人在2月20日表示家中孩子尚小，目前不会考虑参选。另一名曾一度被视为潜在继任者的副首席部长约翰·斯文尼也在2月16日宣布没有参选意愿。2月17日，有报道指该党成员祁布朗和邁里·麥卡蘭将会加入竞争。布朗于19日对此予以否认，并表示自己若想为该党提供更好的服务，留居副职会是更好的选择。同日，麥卡蘭也表示不打算参选。
2月20日，凱特·福布斯正式宣布参选，外界推测加上两天前宣布参选的洪姆扎·尤薩夫和阿什·里根，最终的候选人将只有他们三人。尤萨夫被认为是当选后工作衔接最为顺利的候选人，因为只有他支持斯特金的性别认同改革法案；不过另一方面，他并不支持斯特金“将下次大选视为事实上的独立公投”的计划。里根虽然反对性别认同法案，但大体支持斯特金关于独立公投的主张，并且所提出的想法更为激进。福布斯虽然由于产假原因没有出席上述两项议题的辩论，但后来也表示反对性别认同法案。尤萨夫和福布斯对独立的看法大致相同，他们认为应该推动更多苏格兰内部人民支持独立，而不是寄希望于公投。候选人确定后，相关推测人士认为福布斯最有可能胜出，尤萨夫居中，里根最可能落败。2月21日，福布斯表示她其实本该在同性婚姻合法化的投票中投反对，引发争议，一些她的支持者纷纷开始转向，但她本人表示这对她的选举并未造成太大影响。
社会保障大臣本·麦克菲尔逊于2月22日表示有人鼓励他参与这次选举，但已被他婉拒。2月23日，选举进入首席部长提问阶段，保守党和工党在会上对尤萨夫在公共卫生服务方面的管理提出批评。

### 凱特·福布斯
斯特金宣布辞职时，福布斯的职位是金融秘书，且当时由于产假原因不在现场。她于2月20日宣布竞选党主席，在宣布之初被认为是最有望获选者。与其他候选人相比，福布斯的立场被认为较为偏向中间主义，而在整个民族党内部则较为偏右派，但福布斯本人表示如果当选，不会使民族党向右派转变。
年龄方面，福布斯参选时32岁，在所有候选人中最为年轻。
在独立问题上，福布斯认为斯特金的提议重点在于向英国政府施压，而不是公投本身，她本人更希望通过推动经济增长来实现独立。
另外，福布斯苏格兰自由教会成员的身份引起其他民族党党员担忧，因为该教会奉行加爾文主義，对于堕胎及LGBT团体持保守立场，并且反对同性婚姻和LGBT迴轉治療。福布斯回应指她“在某些事情上只跟随自己的信仰做决定，而不是完全听凭某个教会的驱使”，她表示对她宗教观点的批评“非常狭隘”，属于想要攻击她的人的欲加之罪，反而更加突出了她的能力、视野和经验。
但福布斯本人的一些言论确实被认为对同性婚姻较为保守。2018年，福布斯在教会的一次早餐会上表示社会的进步应该用“未出生人群”的待遇来衡量，被认为是在暗指堕胎法案。在正式参加党主席选举后，福布斯表示她如果在同性婚姻合法化投票当时是党主席，就不会投下支持票，不过如今木已成舟，她仍会选择认同相关法律。此番言论导致福布斯部分支持者倒戈，包括商贸部部长理查德凱特·洛克海德、儿童及青年部部长克莱尔·豪伊、苏格兰议会成员汤姆·亚瑟以及后座议员吉丽安·马丁、德魯·亨德利。福布斯后来回应称她只是想“用直接的答案回答直接的问题”，但同时亦表示对她的言论给部分人带来的伤害感到抱歉。对于LGBT迴轉治療，福布斯认为法律也应该保障宗教人群的言论自由。
2月20日，福布斯表示她如果知道斯特金的性别认同法案是如今这种形式，她将不会对其作出支持，且如果不是因为产假，当时就会退出内阁以示抗议。她还表示不支持直接挑战英国为阻止该法案所使用的第35条法令，而是应该通过与英国政府协商来对法案作出修改。
福布斯还认为自我性别认同不应该获得广泛认可。当被问及跨性別女性是否是女性时，她回答说“跨性别女性只是自认为是女性，在生理上仍是男性”。此番言论引起民族党LGBT+人士召集人之一埃里克·卢科斯不满，后者向民族党高层表示这样的话语符合该党对跨性別恐懼的定义。另外，福布斯认为跨性别强奸犯艾拉·布莱森应该被看作一名男性。
福布斯的一些观点也引发部分绿党成员担忧，他们认为福布斯上任后可能会威胁两党之间的分权协议，福布斯则回应称不会终止相关合作，但同时也不会为了迎合绿党而改变自己的经济计划。
在选举开始的前两天因为媒体上的言论引发争议后，福布斯于2月22日请假，随后在第二天发表声明称她已细心听取各方意见，承诺今后会更加注意少数人群的合法权益。
在住房问题上，福布斯表示她会新成立一个政府组织在苏格兰各地建造房屋，并会允许各级政府对无人居住的二手房征收更高的地方税。她并承诺会在任内将A9和A96车道改建成复式车道，以使高地民众的出行更为顺畅。
另一个反对福布斯的党内人士为该党在威斯敏斯特地区的副主席瑪麗·布萊克，她认为如果福布斯当选，民族党可能会分裂成多个派系。

### 阿什·里根
里根在2月18日宣布参选，并在24日于北昆斯费里正式开始筹备。
里根是性别认同法案的激烈反对者，她表示自己如果当选，将会把该法案废除，并会寻求设立新法案，将跨性别囚犯关到其所认同的性别的对应监狱。同时里根支持同性婚姻。
在独立问题方面，她表示只要支持苏格兰独立的政党在下次任一议会选举中获得超过一半的选票，她将直接开始与英国政府进行谈判。她还表示她会与支持苏格兰独立的政党组建一个制宪议会，认为民族党长期以来“脱离统一阵营”，希望对此做出改变，让支持独立的政党在决定苏格兰命运中发挥更大作用。
里根被认为与萨尔蒙德的阿尔巴党较为亲近，因为她的竞选由一名曾在去年与民族党竞争的阿尔巴党成员负责，而唯一支持她的民族党议员喬安娜·切麗也与萨尔蒙德关系较近。里根后来否认了这一说法，表示自己没有兴趣加入阿尔巴党，未来也不会考虑加入；不过后来在输掉选举后，里根还是转到了阿尔巴党，成为首位直接转换党派的议会成员 。
里根还提出想放缓二氧化碳淨零排放的脚步，通过逐步禁止从大西洋北海开采石油和天然气的方式来实现这一目标。与福布斯相同，里根也承诺当选后会尽快将A9公路和A96公路改建成复式车道。另外她还称不会颁布任何会“给商业领域带来障碍”和“干预家庭生活”的，同时又表示会搁置“国民医疗服务”计划，转而寻求更多来自利益相关者的输入。基于里根的种种提议，她被认为是会在当选后对斯特金的政策改动最大的一名候选人。她还认为作为斯特金的丈夫，彼得·默雷尔的立场会涉及利益冲突。
3月中旬，里根表示她不像其他两名候选人一样家中有年纪太小的孩子，当选后可以把更多精力放在工作上。

### 洪姆扎·尤薩夫
尤萨夫于2月18日宣布参与竞选。他提出在推动公投或在性别认同法案方面挑战英国政府之前，他会优先给苏格兰独立本身提供更多支持，其后又称会先向法律人士寻求关于性别认同法案的意见，如果对方推测无望胜诉，那么他将放弃与英国政府发起法律战。对于强奸犯艾拉·布莱森，尤萨夫认为其是谎称自己是变性人，以图被关进生活相对较好的女性监狱。
尤萨夫表示在寻求公投方面会听取其他党员的意见，但他本人会更倾向于在政策方面提供支持，认为“如果独立的意愿植入到苏格兰人民之中，所有政治障碍都将随之消除”。他认为将大选视为事实上公投的提议存在诸多问题，例如16岁及17岁的人根本无法投票。尤萨夫还承诺当选后会在独立支持者和社会之间建立更多联系，并会设立一套“反驳服务”，为支持独立的观点提供辩护。关于与绿党的合作，尤萨夫则表示强烈支持继续执行两党之间的协议。
尤萨夫在2月20日于克萊德班克举行的的一次竞选活动中将自己描述为斯特金的合适接替者，能有效保证工作衔接的顺利性。外界也普遍将他视为与斯特金和党内机构最为一致的候选人。但尤萨夫在公共卫生服务方面的政策曾经招致批评，在他的政策之下，寻求卫生服务的等待时间曾一度打破纪录，多名医生也纷纷发出安全警告。尤萨夫则回应指就算换成其他人，这些问题也始终会存在，并强调自己与工会的有效谈判避免了罢工的行动的出现。他并表示在当选首席部长后，会用自己的方法与卫生领域的各个部门谈判，确保每个行业都不会出现罢工。对于公众对他在担任公共卫生内阁大臣时提出的将公共卫生服务工作从地方政府转移到一个统一性组织的提议的批评，尤萨夫表示会考虑作出让步。
尤萨夫在一次采访中曾表示如果他当选，会考虑将福布斯纳入内阁。但另一方面，尤萨夫希望能延续斯特金的進步主義政策，表示如果福布斯当选后转向保守，将会拒绝加入她的内阁。
在同性婚姻方面，苏格兰议会曾在2014年颁布过一项有关此议题的《婚姻及民事伴侣关系法案》，尤萨夫在早期的投票阶段曾经为该法案投下支持，且一直在口头上表示接受，但是他后来缺席最终投票，给出的理由是一名苏格兰人因亵渎伊斯兰教而被巴基斯坦政府判处死刑，他需要与其他官员共同参与交涉。提出法案的亚历克斯·内尔认为尤萨夫是受到了来自格拉斯哥教会方面的压力，在萨尔蒙德的授意下刻意避开投票，尤萨夫回应称他已经就同性婚姻问题咨询过他所参与的群体（特别是穆斯林群体），得到的答复各有不同，但不记得与萨尔蒙德有过任何关于那个投票的对话。他并表示自己虽然是穆斯林，但他的信仰不会影响他立法方面的立场。随后萨尔蒙德也认为尤萨夫缺席投票的原因是受到宗教压力，对此民族党党员瑪麗·布萊克表示，萨尔蒙德是因为支持尤萨夫的对手才作出此类指控。
民生方面，尤萨夫将自己描述为一名社会主义者，表示他上任后的第一场会议会邀请反贫困团体，并会考虑引入财富税、额外利润税以及将部分可再生能源公有化。他还表示计划加快为一到二岁儿童提供免费教育、在各地提供每周22小时的免费儿童保育服务，以此减轻在职父母的负担。
竞选期间，议会成员艾玛·哈珀使用民族党邮件系统向大量党员发送邮件支持尤萨夫当选，引发广泛争议。同时哈珀的做法亦违反了民族党党的相关规定，需向所有候选人道歉。支持里根的议会成员喬安娜·切麗批评称这是民族党的“政党机器”支持尤萨夫的一个例证，并指民族党高层一直希望是尤萨夫当选。尤萨夫对此作出反击，表示自己与其他候选人相比不存在任何额外优势，能够获得支持完全是凭借能力。另一名候选人福布斯也认为选举大致透明。

### 竞选演讲
民族党起初打算只向党内成员提供竞选演讲视频，但此计划因批评声浪过大而很快被推翻。
第一场电视辩论于3月7日举行。辩论中，福布斯表示她会在下次英国大选举行后的三个月内寻求法律手段来实现苏格兰独立。在第一场辩论中，福布斯炮轰尤萨夫在所有职务上的工作都非常失败，并认为当下的苏格兰政府非常“平庸”。福布斯的话语随即受到苏格兰保守党领袖道格拉斯·羅斯调侃，称如果别人也追溯一下福布斯的工作记录，她自己也会被气得“耳朵发热”，福布斯则反击称罗斯“甚至连平庸都算不上”。当周稍后，罗斯在首席部长问答环节对福布斯在辩论中的话语作了引用，不过保守党在此之后才致信向福布斯说明。
在格倫羅西斯辩论时，福布斯提出设立一项用于投资可回收能源的主权财富基金，尤萨夫则提出让政府在未来所可再生能源计划中拥有10%的股权，
3月12日，一项瑟韦申民调结果显示本次参加民族党主席选举的选民人数达到近五年来最低，同时苏格兰独立的支持率也降至2018年秋以来最低。民调学者约翰·柯蒂斯认为这种情况的原因是福布斯和尤萨夫之间充满火药味的辩论让选民失去了兴趣。
3月21日，尤萨夫和福布斯再次举行辩论。尤萨夫支持儿童尽早接受性别认同教育，并认为某些情况下不必告知家长，原因是曾有一名穆斯林年轻人告诉他如果他的父母知道他是个跨性别者，或许他的生活就不会如此顺利。福布斯则认为父母任何情况下都应该知情，且反对“性別指定”这一提法。

### 党员人数争议
所有三名候选人都曾要求过民族党官方公布有权投票的党员人数，但一律遭到拒绝。早前有媒体报道民族党人数已经减少了大约30,000人。民族党媒体主管穆雷·富特表示这些报道不实。后来民族党对党员人数进行核实，富特起初坚称自己始终言行如一。随着呼声越来越大，全国执行委员会最终在3月16日同意公开人数，结果显示截至2月15日，合格的党员人确实从2021年的104,000人降到了72,186人，富特也因此被迫辞职。其后民族党给斯特金的丈夫、行政长官彼得·默雷尔下达最后通牒，表示他也要为这件事情负责，最终默雷尔于3月18日也引咎辞职。

## 选举程序
民族党的章程规定候选人必须获得来自至少20个支部的至少100名党员的提名才能参选，同时截至2023年2月15日仍然拥有该党身份的成员都具有投票资格。选举采取一人一票制，且选票可以转让（即可转移单票制）。
民族党全国执行委员会于2023年2月16日发布选举时间表，同日开启候选人提名，至2月24日结束。投票阶段于3月13日开始，至3月27日结束，结束当天由该党全国秘书洛娜·芬恩公布结果。候选人最多只能在选举上花费5000英镑，同时最多只能从单一个体接受50英镑的捐赠，且不得接受无投票资格者的捐赠。民族党官方允许候选人参加电视直播辩论，所有三名候选人也都表示乐意参加。
部分人士认为此次选举的时间安排存在问题。《泰晤士报》专栏作家亚历克斯·马西认为过短的时间安排可能会给资历较老的候选人创造优势。福布斯的支持者则认为由于她在参选前刚刚休完产假，这样的安排对她不利。
投票人员构成方面，民族党共有72,186 名党员，最近的一次调研（2019年）显示该党男性占比58%。与民族党的支持者和全体选民相比，民族党党员更为倾向自由主义，同时立场较为偏左。

## 候选人

### 宣布参选者
| 候选人        | 参选时职位 | 宣布日期      | 竞选页面            | 进展           | Ref.    | Ref. |
| ------------- | --- | ------------- | ------------------- | -------------- | ------- | ---- |
| 凯特·福布斯   | 财政及经济事务部内阁大臣（2020–2023） 斯凱、洛哈伯和巴德諾赫選區议员 （2016年至今）                                             | 2023年2月20日 | www.kateforbes.scot | 得票数第二     | [ 53 ]  |      |
| 阿什·里根     | 社区安全部长（2018–2022） 东爱丁堡选区议员（2016至今）                                                                          | 2023年2月18日 | voteashregan.com    | 于第一轮被淘汰 | [ 151 ] |      |
| 洪姆扎·尤萨夫 | 健康和社会保健事务内阁大臣 (2021–2023) 司法内阁大臣（2018–2021） 格拉斯哥波洛克选区（2016–present） 及格拉斯哥选区（2011–2016） | 2023年2月18日 | humzayousaf.scot    | 当选           | [ 91 ]  |      |

### 否认参选者
以下人物为媒体推测的可能参选者，但后来都表示不会参加：
- 基思·布朗，民族党副主席[51]
- 喬安娜·切麗，西南爱丁堡选区议员，支持阿什·里根[152]
- 斯蒂芬·弗林，民族党下议院领袖，支持洪姆扎·尤薩夫[153]
- 尼爾·格雷，文化、歐洲和國際發展部長（英语：Minister for Culture, Europe and International Development），支持洪姆扎·尤薩夫[154]
- 邁里·麥卡蘭，环境、生物多样性和土地改革部长（英语：Minister for Environment, Biodiversity and Land Reform），支持洪姆扎·尤薩夫[155]
- 安格斯·羅伯森，憲法、對外事務及文化內閣大臣（英语：Cabinet Secretary for the Constitution, External Affairs and Culture），前民族党下议院领袖（2007年–2017年）及副主席（2016年–2018年），支持洪姆扎·尤薩夫[156]
- 约翰·斯文尼，副首席部长，前民族党主席（2000–2004），支持洪姆扎·尤薩夫[49][157]。

## 各候选人支持情况

民族党苏格兰议会成员（左）及英国国会议员（右）对各候选人的支持情况
洪姆扎·尤薩夫 凯特·福布斯 阿什·里根
无人支持 拒绝提供支持 无相关成员

### 凯特·福布斯
苏格兰议会成员
共有11名苏格兰议会成员支持福布斯：
- 科林·比蒂（英语：Colin Beattie），中洛锡安北部和马瑟尔堡选区（英语：Midlothian North and Musselburgh (Scottish Parliament constituency)）[158]
- 西奧比安·布朗（英语：Siobhian Brown），艾尔选区（英语：Ayr (Scottish Parliament constituency)）[159]。
- 安娜贝勒·尤因（英语：Annabelle Ewing），考登比斯选区（英语：Cowdenbeath (Scottish Parliament constituency)）[159]
- 费格斯·尤因（英语：Fergus Ewing），因弗内斯和奈恩选区（英语：Inverness and Nairn (Scottish Parliament constituency)）[160]
- 吉姆·费尔利（英语：Jim Fairlie (MSP)），珀斯郡和金罗斯郡选区（英语：Perthshire South and Kinross-shire (Scottish Parliament constituency)）[161]
- 克丽丝廷·格雷厄姆（英语：Christine Grahame），中洛锡安南部、特威代尔和劳德代尔堡选区（英语：Midlothian South, Tweeddale and Lauderdale (Scottish Parliament constituency)）[159]
- 富尔顿·麦格雷戈（英语：Fulton MacGregor），科特布里奇和克莱斯顿选区（英语：Coatbridge and Chryston (Scottish Parliament constituency)）[159]
- 露丝·马圭尔（英语：Ruth Maguire），坎寧安南部选区（英语：Cunninghame South (Scottish Parliament constituency)）[159]
- 伊萬·麥克（英语：Ivan McKee），蘇格蘭商業、貿易、旅遊與企業部長（英语：Minister for Business, Trade, Tourism and Enterprise）[51]
- 米歇尔·汤姆森（英语：Michelle Thomson），福尔柯克东部选区（英语：Falkirk East (Scottish Parliament constituency)）[161]
- 戴维·托兰斯（英语：David Torrance (politician)），柯科迪选区（英语：Kirkcaldy (Scottish Parliament constituency)）[159]

英国国会议员
共有4名英国国会议员支持福布斯：
- 道格拉斯大卫·查普曼（英语：Douglas Chapman (politician)），鄧弗姆林和西法夫選區[159]
- 馬丁·戴（英语：Martyn Day (politician)），林利斯戈和東福爾柯克選區[162]
- 安格斯·麥克尼爾，西部群島選區[163]
- 卡洛尔·莫纳亨（英语：Carol Monaghan），西北格拉斯哥选区[164]

其他
- 吉姆·麦科尔（英语：Jim McColl），商人[165]
- 罗杰·穆林（英语：Roger Mullin），前柯科迪和考登畢斯選區国会议员[166]
- 亚历克斯·内尔，前埃德雷尔和肖茨选区（英语：Airdrie and Shotts (Scottish Parliament constituency)）议会议员及前苏格兰卫生部大臣[161]
- 亚历克斯·萨尔蒙德，阿尔巴党领袖，前民族党主席，且同时支持里根[167]

### 阿什·里根
苏格兰议会成员
有一名苏格兰议会成员支持里根：
- 乔安娜·切丽，西南爱丁堡选区[168]

其他人物
- 克雷格·穆雷（英语：Craig Murray），前英国驻乌兹别克斯坦大使，前無黨籍政治候选人，记者[161]
- 亚历克斯·萨尔蒙德[167]

### 洪姆扎·尤萨夫
苏格兰议会成员
共有33名苏格兰议会成员支持尤萨夫：
- 凯伦·亚当（英语：Karen Adam），班夫郡和巴肯海岸选区（英语：Banffshire and Buchan Coast (Scottish Parliament constituency)）[161]
- 克莱尔·亚当森（英语：Clare Adamson），马瑟韦尔和威萧选区（英语：Motherwell and Wishaw (Scottish Parliament constituency)）[169]
- 阿拉斯代尔·阿兰（英语：Alasdair Allan），西部群岛选区（英语：Na h-Eileanan an Iar (Scottish Parliament constituency)）[170]
- 汤姆·亚瑟（英语：Tom Arthur (Scottish politician)），蘇格蘭社區財富與公共財政部長（英语：Minister for Community Wealth and Public Finance），最初支持福布斯[164]
- 格雷姆·迪伊（英语：Graeme Dey），安格斯南部选区（英语：Angus South (Scottish Parliament constituency)）[171]
- 娜塔莉·唐（英语：Natalie Don），伦弗鲁郡北部和西部选区（英语：Renfrewshire North and West (Scottish Parliament constituency)）[159]
- 鲍勃·多尔斯（英语：Bob Doris），格拉斯哥玛丽希尔和斯坪本选区（英语：Glasgow Maryhill and Springburn (Scottish Parliament constituency)）[159]
- 詹姆斯·多南（英语：James Dornan），格拉斯哥卡思卡特选区（英语：Glasgow Cathcart (Scottish Parliament constituency)）[159]
- 杰基·邓巴（英语：Jackie Dunbar），阿伯丁唐赛德选区（英语：Aberdeen Donside (Scottish Parliament constituency)）[159]
- 喬·菲茨帕特里克（英语：Joe FitzPatrick），邓迪西部选区（英语：Dundee City West (Scottish Parliament constituency)）[171]
- 珍妮·吉尔鲁思（英语：Jenny Gilruth），蘇格蘭交通運輸部長（英语：Minister for Transport (Junior Minister)）[161]
- 邁里·古根（英语：Mairi Gougeon），蘇格蘭農村事務、土地改革與島嶼內閣大臣（英语：Cabinet Secretary for Rural Affairs, Land Reform and Islands）[164]
- 尼爾·格雷，蘇格蘭文化、歐洲和國際發展部長[154]
- 艾玛·哈珀，南苏格兰选区（英语：South Scotland (Scottish Parliament electoral region)）[159]
- 傑米·赫本（英语：Jamie Hepburn），蘇格蘭高等教育與繼續教育及青年就業與培訓部長（英语：Minister for Higher Education and Further Education, Youth Employment and Training）[159]
- 本·麦克弗森（英语：Ben Macpherson (politician)），蘇格蘭地方政府賦權與規劃部長（英语：Minister for Local Government Empowerment and Planning）[159]
- 邁克爾·馬修森（英语：Michael Matheson (politician)），苏格兰净零排放、能源和交通运输内阁大臣（英语：Cabinet Secretary for Transport, Net Zero and Just Transition）[161]
- 邁里·麥卡蘭，苏格兰环境、生物多样性和土地改革部长[161]
- 克里斯蒂娜·麥凱爾維（英语：Christina McKelvie），蘇格蘭平等、移民與難民部長（英语：Minister for Equalities, Migration and Refugees）[159]
- 保羅·麥克倫南（英语：Paul McLennan），东洛锡安选区（英语：East Lothian (Scottish Parliament constituency)）[159]
- 玛丽·麦克奈尔（英语：Marie McNair），克莱德班克和沐盖选区（英语：Clydebank and Milngavie (Scottish Parliament constituency)）[172]
- 珍妮·明托（英语：Jenni Minto），阿盖尔郡和比特选区（英语：Argyll and Bute (Scottish Parliament constituency)）[159]
- 奥德丽·尼科尔（英语：Audrey Nicoll），阿伯丁南部和北金卡丁选区（英语：Aberdeen South and North Kincardine (Scottish Parliament constituency)）[159]
- 安格斯·羅伯森，蘇格蘭憲法、對外事務及文化內閣大臣[173]
- 肖娜·罗比逊（英语：Shona Robison），蘇格蘭社會公正內閣大臣（英语：Cabinet Secretary for Social Justice）[174]
- 埃瑪·羅迪克（英语：Emma Roddick），高地和群岛选区（英语：Highlands and Islands (Scottish Parliament electoral region)）[175]
- 雪莉-安妮·萨默维尔（英语：Shirley-Anne Somerville），蘇格蘭教育與技能內閣大臣（英语：Cabinet Secretary for Education and Skills）[176]
- 科莱特·史蒂文森（英语：Collette Stevenson），东基尔布莱德选区（英语：East Kilbride (Scottish Parliament constituency)）[159]
- 考凯卜·斯图尔特（英语：Kaukab Stewart），格拉斯哥开尔文 (苏格兰议会选区)（英语：Glasgow Kelvin (Scottish Parliament constituency)）[177]
- 凱文·斯圖爾特（英语：Kevin Stewart (Scottish politician)），蘇格蘭精神健康與社會關懷部長（英语：Minister for Mental Wellbeing and Social Care）[178]
- 约翰·斯文尼，苏格兰副首席部长（即将离任），前民族党主席[157]
- 瑪麗·托德，蘇格蘭公共衛生與婦女衛生部長（英语：Minister for Public Health and Women's Health）[179]
- 埃琳娜·惠瑟姆（英语：Elena Whitham），苏格兰社区安全部长[159]

英国国会议员
共有18名国会议员支持尤萨夫：
- 瑪麗·布萊克，佩斯利和南倫弗魯郡選區[180]
- 伊恩·布萊克福德，羅斯、斯凱和洛哈伯選區，前民族党威斯敏斯特地区领袖[181]
- 基爾斯蒂·布萊克曼（英语：Kirsty Blackman），北阿伯丁选区[159]
- 黛德丽·布洛克（英语：Deidre Brock），北愛丁堡和利斯選區[182]
- 艾米·卡拉汉（英语：Amy Callaghan），東鄧巴頓郡選區[161]
- 安吉拉·克劳利（英语：Angela Crawley），拉納克和東哈密爾頓選區[159]
- 馬丁·多赫蒂-休斯，西鄧巴頓郡選區[164]
- 斯蒂芬·弗林，南阿伯丁選區，民族党威斯敏斯特地区领袖[183]
- 斯圖爾特·霍西，東鄧迪選區[174]
- 克里斯·劳（英语：Chris Law），西鄧迪選區（英语：Dundee West (Scottish Parliament constituency)）[179]
- 斯圖爾德·麥克唐納，堪伯諾爾德、基爾塞斯和東柯金蒂洛赫選區[159]
- 安妮斯·麥克勞林，東北格拉斯哥選區[179]
- 阿努姆·盖萨尔（英语：Anum Qaisar），艾迪爾與蕭特選區[161]
- 汤米·谢泼德（英语：Tommy Sheppard (politician)），東愛丁堡選區[159]
- 克里斯·斯蒂芬斯，西南格拉斯哥選區[161]
- 艾莉森·休里斯，中格拉斯哥選區[161]
- 歐文·湯普森，中洛錫安選區[161]
- 皮特·威沙特，珀斯和北珀斯郡選區[161]

其他
- 苏珊·艾特肯（英语：Susan Aitken），格拉斯哥市議會（英语：Glasgow City Council）領導人[184]
- 約翰·亞歷山大，鄧迪市議會（英语：Dundee City Council）領導人[185]
- 布鲁斯·克劳福德（英语：Bruce Crawford），前蘇格蘭議會斯特靈選區（英语：Stirling (Scottish Parliament constituency)）議員[186]
- 亞倫·甘明，演員[187]
- 桑德拉·懷特，前蘇格蘭議會格拉斯哥開爾文選區議員[188]

### 拒絕支持任何候選人
- 祁布朗，民族黨副主席[159]
- 约翰·梅森（英语：John Mason (Scottish politician)），蘇格蘭議會格拉斯哥謝特爾斯頓選區（英语：Glasgow Shettleston (Scottish Parliament constituency)）議員[159]
- 斯图尔特·麦克米兰（英语：Stuart McMillan），苏格兰议会格林诺克和因弗克莱德（英语：Greenock and Inverclyde (Scottish Parliament constituency)）议员[159]
- 妮古拉·斯特金，民族党主席（即将离任）[159]

## 辩论
| 序号                                                       | 日期与时间                                                 | 地点                                                       | 节目名称                                                   | 播放平台                                                   | 主持人                                                     | 候选人 | 候选人 | 候选人 | Ref.            |
| P 出席 O 退出（淘汰或主动退出） H 辩论中止 N 未举行 I 受邀 | P 出席 O 退出（淘汰或主动退出） H 辩论中止 N 未举行 I 受邀 | P 出席 O 退出（淘汰或主动退出） H 辩论中止 N 未举行 I 受邀 | P 出席 O 退出（淘汰或主动退出） H 辩论中止 N 未举行 I 受邀 | P 出席 O 退出（淘汰或主动退出） H 辩论中止 N 未举行 I 受邀 | P 出席 O 退出（淘汰或主动退出） H 辩论中止 N 未举行 I 受邀 | 福布斯 | 里根   | 尤萨夫 | Ref.            |
| ---------------------------------------------------------- | ---------------------------------------------------------- | ---------------------------------------------------------- | ---------------------------------------------------------- | ---------------------------------------------------------- | ---------------------------------------------------------- | ------ | ------ | ------ | --------------- |
| 1                                                          | 2023年3月7日 21:00                                         | 格拉斯哥太平洋码头                                         | Scotland’s Next First Minister: The STV Debate             | STV                                                        | 科林·麦凯                                                  | P      | P      | P      | [ 189 ]         |
| 2                                                          | 2023年3月9日 19:00                                         | 格拉斯哥SWG3                                               | Scotland's Next Leader                                     | 第四台新聞                                                 | 克里希南·古魯-穆爾蒂                                       | P      | P      | P      | [ 190 ] [ 191 ] |
| 3                                                          | 2023年3月13日 19:00                                        | 爱丁堡霍普頓別墅                                           | Scotland Leadership Debate                                 | 天空新闻台                                                 | 贝斯·里格比                                                | P      | P      | P      | [ 192 ] [ 193 ] |
| 4                                                          | 2023年3月14日 20:00                                        | 爱丁堡曼斯菲尔德特拉奎尔宅                                 | The Debate Night Leadership Special                        | BBC蘇格蘭                                                  | 斯蒂芬·贾丁                                                | P      | P      | P      | [ 194 ]         |
| 5                                                          | 2023年3月17日 19:20                                        | 因弗内斯                                                   | Inverness Courier Leadership Debate                        | 因弗内斯快递报（线上）                                     | 尼基·马尔                                                  | P      | P      | P      | [ 195 ]         |
| 6                                                          | 2023年3月20日 19:00                                        | 格拉斯哥全球电台                                           | The SNP Leadership Debate                                  | 伦敦广播公司 （线上）                                      | 伊恩·戴爾                                                  | P      | P      | P      | [ 196 ]         |
| 7                                                          | 2023年3月21日 20:00                                        | 爱丁堡                                                     | SNP Leadership Debate                                      | 时代电台 （线上）                                          | 阿斯玛·米尔                                                | P      | P      | P      | [ 197 ] [ 198 ] |

## 竞选演讲
2023年2月24日，民族党宣布将举行9次候选人演讲辩论，其中3月5日线上进行。所有演讲辩论均由民族党的社交媒体视频号直播。
| 日期    | 地点       | 场地               | 主持人      |
| ------- | ---------- | ------------------ | ----------- |
| 3月1日  | 坎伯諾爾德 | 坎伯諾爾德剧院     | 邁克爾·羅素 |
| 3月3日  | 格倫羅西斯 | 罗西斯大厅         | 邁克爾·羅素 |
| 3月4日  | 因弗内斯   | 伊甸园剧场         | 邁克爾·羅素 |
| 3月6日  | 鄧弗里斯   | 伊斯特布鲁克大厅   | 凯利·帕里   |
| 3月8日  | 约翰斯通   | 约翰斯通城镇大厅   | 珍妮·弗里曼 |
| 3月10日 | 爱丁堡     | 爱丁堡谷物交易所   | 祁布朗      |
| 3月11日 | 格拉斯哥   | 斯特拉斯克萊德大學 | 邁克爾·羅素 |
| 3月11日 | 格拉斯哥   | 苏格兰工会中心     | 罗兹·福伊尔 |
| 3月12日 | 阿伯丁     | 蒂沃利剧院         | 凯利·帕里   |

## 民意调查

### 民族党党员
| 调查日期       | 执行者                         | 媒介       | 调查人数 | 凯特·福布斯 | 阿什·里根 | 洪姆扎·尤萨夫 | 未知/ 以上皆非 |
| -------------- | ------------------------------ | ---------- | -------- | ----------- | --------- | ------------- | -------------- |
| 2月23日—3月1日 | Savanta （页面存档备份，存于） | 每日电讯报 | 515      | 25%         | 11%       | 31%           | 32%            |

### 2021年投票给民族党的选民
| 调查日期     | 执行者                                     | 媒介 | 调查人数 | 凯特·福布斯 | 阿什·里根 | 洪姆扎·尤萨夫 | 未知/ 以上皆非 |
| ------------ | ------------------------------------------ | ---- | -------- | ----------- | --------- | ------------- | -------------- |
| 2月20日—22日 | The Big Partnership （页面存档备份，存于） | N/A  | 1,001    | 28%         | 7%        | 20%           | 45%            |

### 苏格兰民众
| 调查日期     | 执行者                                   | 媒介                             | 调查人数                         | 凯特·福布斯                      | 阿什·里根                        | 洪姆扎·尤萨夫                    | 其他 | 未知/ 以上皆非                   |
| ------------ | ---------------------------------------- | -------------------------------- | -------------------------------- | -------------------------------- | -------------------------------- | -------------------------------- | --- | -------------------------------- |
| 3月7日—10日  | Panelbase （页面存档备份，存于）         | Scot Goes Pop                    | 1,013                            | 33%                              | 10%                              | 18%                              | 不適用 | 36%                              |
| 3月6日—7日   | Ipsos （页面存档备份，存于）             | 第四台新闻                       | 1,503                            | 32%                              | 8%                               | 24%                              | 不適用 | 35%                              |
| 3月2日—5日   | Redfield & Wilton （页面存档备份，存于） | N/A                              | 1,050                            | 25%                              | 14%                              | 18%                              | 不適用 | 44%                              |
| 2月24日      | 提名阶段结束                             | 提名阶段结束                     | 提名阶段结束                     | 提名阶段结束                     | 提名阶段结束                     | 提名阶段结束                     | 提名阶段结束                                                                                                 | 提名阶段结束                     |
| 2月21日—24日 | Panelbase （页面存档备份，存于）         | 星期日泰晤士报                   | 1,026                            | 23%                              | 7%                               | 15%                              | 不適用 | 49%                              |
| 2月20日      | 凯特·福布斯宣布参选                      | 凯特·福布斯宣布参选              | 凯特·福布斯宣布参选              | 凯特·福布斯宣布参选              | 凯特·福布斯宣布参选              | 凯特·福布斯宣布参选              | 凯特·福布斯宣布参选                                                                                          | 凯特·福布斯宣布参选              |
| 2月17日—20日 | YouGov （页面存档备份，存于）            | 泰晤士报                         | 1,017                            | 10%                              | 2%                               | 5%                               | 29% 祁布朗1% 尼爾·格雷0% 邁里·麥卡蘭2% 安格斯·羅伯森7% 其他19%                                               | 54%                              |
| 2月18日      | 阿什·里根和洪姆扎·尤萨夫宣布参选         | 阿什·里根和洪姆扎·尤萨夫宣布参选 | 阿什·里根和洪姆扎·尤萨夫宣布参选 | 阿什·里根和洪姆扎·尤萨夫宣布参选 | 阿什·里根和洪姆扎·尤萨夫宣布参选 | 阿什·里根和洪姆扎·尤萨夫宣布参选 | 阿什·里根和洪姆扎·尤萨夫宣布参选                                                                             | 阿什·里根和洪姆扎·尤萨夫宣布参选 |
| 2月15日—17日 | Savanta （页面存档备份，存于）           | 苏格兰人报                       | 1,004                            | 14%                              | 不適用                           | 6%                               | 31% 祁布朗1% 邁里·古根3% 尼爾·格雷2% 安格斯·羅伯森9% 肖娜·罗比逊2% 雪莉-安妮·索梅維爾1% 约翰·斯文尼9% 其他4% | 50%                              |
| 2月15日      | 妮古拉·斯特金宣布退休                    | 妮古拉·斯特金宣布退休            | 妮古拉·斯特金宣布退休            | 妮古拉·斯特金宣布退休            | 妮古拉·斯特金宣布退休            | 妮古拉·斯特金宣布退休            | 妮古拉·斯特金宣布退休                                                                                        | 妮古拉·斯特金宣布退休            |
| 2月6日—10日  | Panelbase                                | N/A                              | 1,415                            | 7%                               | 不適用                           | 不適用                           | 31% 祁布朗2% 斯蒂芬·弗林3% 尼爾·格雷1% 邁里·麥卡蘭3% 安格斯·羅伯森5% 约翰·斯文尼6% 其他4%                    | 69%                              |

## 选举结果
在本次选举中，洪姆扎·尤萨夫在第二轮中以52%的得票率胜出，凯特·福布斯居次。由于阿什·里根在第一轮被淘汰，故将其列为第二候选人的选票在第二轮被平均分配给尤萨夫和福布斯。
此次选举一共派发了50,494张选票，与民族党总人数72,169人相比，参选率69.97%。在所有选票中，共有48,645张电子票和1,849张实体票，实体票中有3张被拒收
| 候选人        | 首选票 | 首选票 | %     | 最终结果 | 最终结果 | %     |
| ------------- | ------ | ------ | ----- | -------- | -------- | ----- |
| 洪姆扎·尤萨夫 | 24,336 |        | 48.2% | 26,032   |          | 52.1% |
| 凯特·福布斯   | 20,559 |        | 40.7% | 23,890   |          | 47.9% |
| 阿什·里根     | 5,599  |        | 11.1% | 淘汰     | 淘汰     | 淘汰  |
|               |        |        |       |          |          |       |
| 只存在首选    | N/A    | N/A    | N/A   | 572      | 572      | 572   |
| 总数          | 50,494 | 50,494 | 100%  | 50,494   | 50,494   | 100%  |

### 各候选人的选择次序
| 首选          | 第二选择 | 第二选择 | 第二选择 | 第二选择     |
| 首选          | 尤萨夫 % | 福布斯 % | 里根 %   | 只存在首选 % |
| ------------- | -------- | -------- | -------- | ------------ |
| 洪姆扎·尤萨夫 | N/A      | 37.7%    | 22.2%    | 40.1%        |
| 凯特·福布斯   | 46.6%    | N/A      | 36.8%    | 16.6%        |
| 阿什·里根     | 30.3%    | 59.5%    | N/A      | 10.2%        |

## 后续

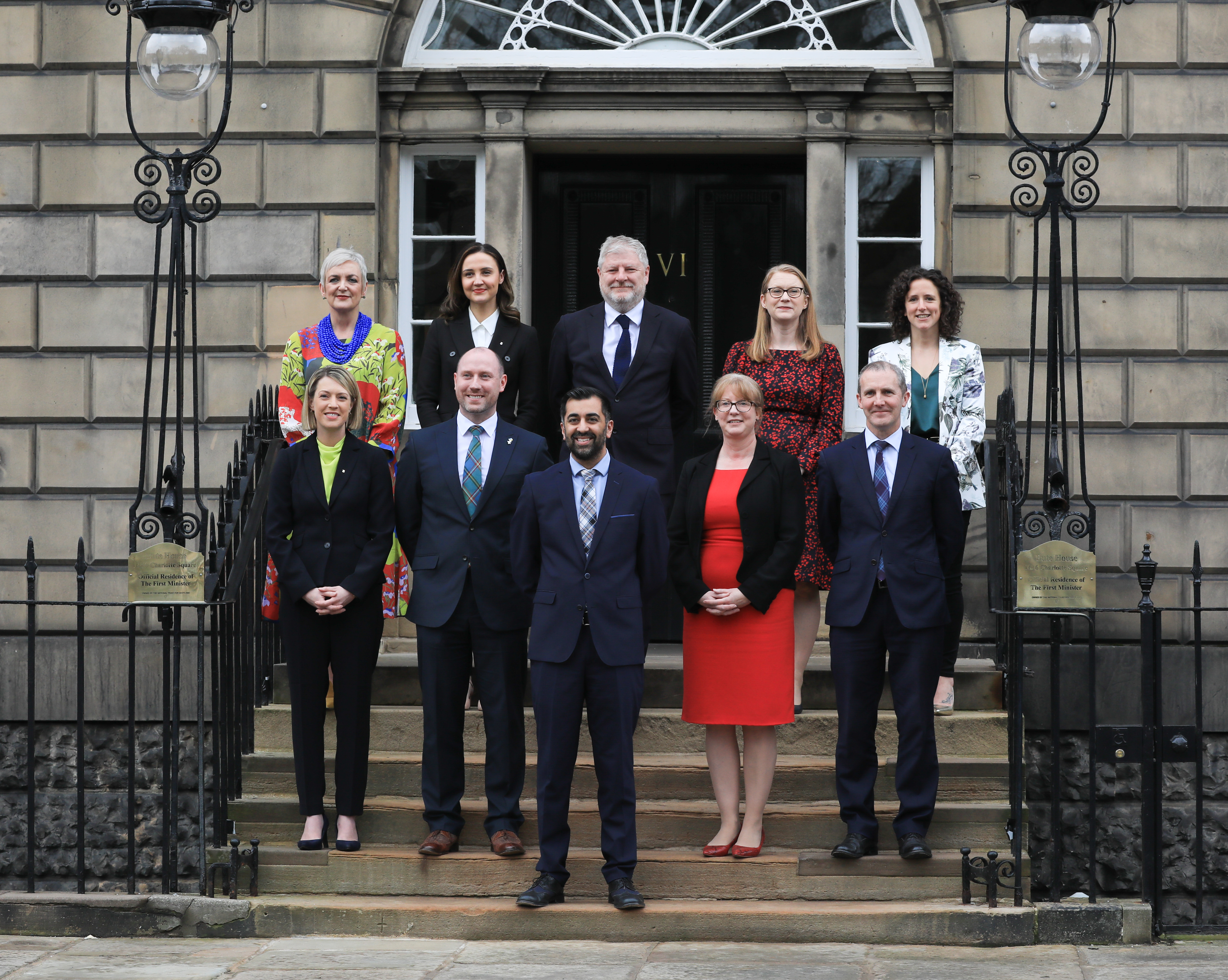
尤萨夫的内阁成员，其中没有任何福布斯的支持者

本次选举被BBC等一些媒体视为民族党内部已出现严重分裂的一个见证。BBC将尤萨夫的胜利描述为“微弱优势当选”（razor-thin）。尤萨夫在胜选后的演讲中也强调了民族党需要团结的问题 。
选举结束当天，绿党方面表示支持尤萨夫成为新一任首席部长。3月28日，即选举结束的第二天，尤萨夫正式当选首席部长，成为自该职位于1999年设立以来，第一位当选的有色人种和穆斯林。
尤萨夫在当选后曾邀请福布斯进入内阁，并愿意将农村事务交给后者管理，但遭到后者拒绝。福布斯更于议会宣布尤萨夫将就任新一任首席部长的几小时后宣布离开政府，但她后来亦在Twitter上表示相信尤萨夫能够胜任。
尤萨夫在任命政府官员时，没有指定任何之前支持福布斯的人士。
2023年10月，选举候选人之一里根加入阿尔巴党，她表示离开民族党的原因是她对民族党领导层已经不抱希望以及感觉到民族党对独立的追求已经减弱。